# Castalia (I Cavalieri dello zodiaco)
Castalia (鷲星座の魔鈴?, Eagle no Marin), nella traduzione del manga Marin dell'Aquila, è un personaggio della serie di anime e manga I Cavalieri dello zodiaco (Saint Seiya in originale), creata dal mangaka Masami Kurumada nel 1986 con il manga omonimo. È un Cavaliere d'Argento, appartenente alla costellazione dell'Aquila e (insieme all'amica/rivale Tisifone dell'Ofiuco) una dei personaggi secondari più noti.

## Personaggio (serie classica)
Castalia è uno dei Cavalieri d'Argento (nella traduzione Italiana, come per tutti gli altri Cavalieri donna, è detta Sacerdotessa Guerriero), e, in quanto tale, deve tenere nascosto il suo volto dietro una maschera. Appartenente alla Costellazione dell'Aquila, Castalia è il Cavaliere d'argento che addestra Pegasus, protagonista della saga, per farlo diventare un Cavaliere di Bronzo. Riesce nel suo intento al contrario della rivale Tisifone dell'Ofiuco (Il cui allievo, Cassius, viene battuto da Pegasus appunto nello scontro finale che avrebbe decretato il nuovo possessore dell'Armatura di Pegaso).
A causa di questa rivalità, Tisifone combatte contro di lei con il pretesto dell'allenamento. Sfortunatamente per Castalia, Tisifone si dimostra più veloce e più forte, all'inizio Castalia riesce a schivare ma si stanca rapidamente e deve uscire dal combattimento ravvicinato, ma Tisifone usa un attacco più veloce e riesce a colpire Castalia, mettendola fuori combattimento. Tisifone continua a colpire Castalia cercando di paralizzare i suoi movimenti e riesce con un calcio alla testa che lascia completamente stordita Castalia, Tisifone si lancia su Castalia per terminare la lotta e inizia a colpirla con i pugni ancora più forte, Il pestaggio è troppo duro, in pochi secondi Castalia inizia sanguinando molto, non riesce a reagire a colpi così potenti, Castalia viene sconfitta da Tisifone e gli dà un pestaggio brutale, ma Ioria interrompe il combattimento e salva Castalia prima che Tisifone la uccida.
Instaura un forte legame con il suo allievo, tanto che ogni volta che Pegasus e compagni si trovano a dover combattere contro i nemici di Athena, Castalia spesso interviene al loro fianco aiutando Pegasus con i suoi insegnamenti fino alla sua totale matuazione a Cavaliere. Durante la battaglia contro gli altri Cavalieri d'Argento, Castalia cerca inizialmente di fingere di eliminare Pegasus per salvarlo dalla forza di Eris della Lucertola, poi scoperto il suo inganno si batte contro Moses della Balena e Asterione dei Cani da Caccia. Durante la Battaglia alle Dodici Case dello Zodiaco contro i Cavalieri d'oro, Castalia approfitta del caos in cui il Grande Tempio si trova per indagare sul Grande Sacerdote. Raggiunge così l'Altura delle Stelle (luogo sacro accessibile solo al Grande Sacerdote) e li vi scopre il corpo senza vita del vero Grande Sacerdote ucciso da Gemini. Verso la fine della battaglia, aiuta Pegasus a oltrepassare il passaggio delle rose di Fish coprendogli il viso con la sua maschera per poi svenire esanime intossicata dal veleno delle rose.
Durante la seconda serie dell'anime si reca ad Asgard, per avvisare Pegasus e i suoi compagni del pericolo costituito dal Cavaliere di Asgard Mizar e dall'"Ombra" che lo segue, ma viene scoperta da Megres. Battutasi con il Cavaliere di Asgard, Castalia viene sconfitta e rinchiusa nella Teca Viola dell'Ametista. Sarà liberata poi grazie alla sconfitta di Megres per mano di Sirio.
Durante la terza serie di Hades, Castalia ha una parte molto marginale e appare solo verso la fine della storia dove riesce a trovare la vera sorella perduta di Pegasus, Patricia, e grazie all'affetto per la sorella il Cavaliere trova la forza per sconfiggere Hades insieme a Lady Isabel.
Inizialmente Pegasus crede che sia Castalia la sorella che sta cercando da lungo tempo, perché così gli aveva riferito erroneamente il Cavaliere d'Argento Asterione, ma in realtà sarà la stessa Castalia a trovare Patricia, vera sorella di Pegasus.

## Next Dimension
Castalia appare anche nel sequel/prequel del manga classico, Next Dimension, dove insieme a Cristal difende Pegasus dall'Angelo Toma (che sembra avere un legame fraterno con la ragazza, tramite un flashback si viene a sapere che Castalia prima di diventare una Saint, aveva un fratello minore di nome Toma, che un giorno scomparve misteriosamente) che viene inviato da Callisto (comandante delle Satelliti sottoposta della dea Artemis) per uccidere il cavaliere; poi, insieme a Tisifone si prende l'incarico di proteggere Pegasus. In seguito insieme a Tisifone trova nel Santuario di Atena, tra l'ottava casa dello Scorpione e la nona quella del Sagittario, le rovine del tempio malefico dell'Ofiuco, il cavaliere d'oro maledetto. Poi si scontra con Tisifone la quale muta personalità per causa dell'influsso malefico delle rovine maledette. Le due usano le loro rispettive tecniche segrete, Thunder Craw e Eagle Toe Flash, è nello scontro ha la meglio Marin, che mette K.O Shaina, è riesce a farla rinsavire dalla strana energia che la possedeva. All'interno delle rovine del tempio di Ofiuco, Marín trova una freccia divina chiamata la "Freccia della Dea".Lei insieme a Shaina e Toma poi, prova più volte ad estrarre la spada di Hades dal petto di Seiya, per salvarlo dalla maledizione, non riuscendoci essendo la spada avvolta da un'energia potentissima che respinge ogni loro tentativo, ma in seguito assiste alla salvezza del ragazzo che giunge dal cosmo della dea e dai bracciali fioriti dono di Atena.

## Saintia Sho
Nel manga di Saintia Sho, Castalia appare brevemente in qualche capitolo dove allena per qualche giorno le 3 Saintie: Shoko, Mii e Xiaoling, le quali avevano solo la forza dei comuni Bronze Saint. Grazie al suo allenamento, fa diventare le tre più forti e preparate.

## Carattere
Castalia ha un ottimo intuito ed è molto saggia, molto più preparata dell'inizialmente rivale Tisifone a formare un Cavaliere di Athena. Poco si intuisce del suo carattere dato che non perde o vede danneggiata mai la sua maschera, per cui non trasmette mai espressioni facciali, ma dal suo comportamento è molto legata a Pegasus e capisce molto presto la giustizia da che parte penda. Rimane sempre molto calma e distaccata, ma soprattutto molto misteriosa.

## Colpi
- Pugno delle Meteore (Ryuseiken): Castalia colpisce l'avversario con centinaia di pugni scagliati ad una velocità supersonica, che hanno le sembianze di meteore luminose; è la stessa tecnica tramandata a Pegasus. Nell'anime Castalia la chiama Meteora Avvolgente.
- Volo dell'Aquila Reale (Eagle Toe Flash): Si tratta della tecnica più potente a disposizione di Castalia; è un calcio volante supersonico discendente, molto potente. Marin utilizzerà questa tecnica per la prima volta nella prima serie contro il Cavaliere d'Argento Astrione con cui riuscirà a sconfiggerlo. Nella seconda serie utilizza questo colpo contro il Cavaliere di Asgard Megres.

## Armatura
L'armatura di Castalia è l'Armatura d'Argento dell'Aquila ed al pari delle altre armature indossate dai Cavalieri donna è composta da pochi pezzi. La maschera non fa parte dell'Armatura ma viene sempre indossata dal personaggio. È probabilmente l'armatura più "semplice" tra le varie presenti nel cartone.
Il modellino della Giochi Preziosi raffigurante Castalia e l'armatura fu chiamato Aquila di Bronzo, nome che non è stato ripreso nella versione italiana dell'anime a differenza degli altri modellini dei cinque protagonisti (Pegasus di Fuoco, Dragone di Smeraldo, Cigno d'Argento, Andromeda la Notte e Phoenix la Luce), nome tra l'altro errato visto che il rango di Castalia non è di bronzo ma d'argento.

## Nome
Il nome della versione italiana si discosta da quello originale. Castalia, inoltre, nel mito greco era il nome di una ninfa. Il suo nome originale è Marin, che in giapponese significa "Campana demoniaca" o "Campana Magica".

## Altri media
L'immagine di Castalia e la sua armatura appaiono nei vari prodotti di merchandising, come card e modellini (esempio quelli della serie Myth Cloth), basati principalmente sulla sua versione "classica", ed in minima parte su Episode G. È un personaggio giocabile nei videogiochi della serie (come i due per Playstation 2 o Saint Seiya Santuary Battle per PS3, dov'è protagonista di una missione personale); è inoltre un pg giocabile nel videogioco per PS3, Saint Seiya Brave Soldiers e nel videogioco Saint Seiya Soldiers' Souls per PS3, PS4 e PC. Ha avuto anche un'apparizione nel lungometraggio Le porte del paradiso.